# Al-Kafr
Al-Kafr (arab. الكفر) – miejscowość w Syrii, w muhafazie As-Suwajda. W 2004 roku liczyła 7458 mieszkańców.